# Gueorgui Bykov
Pour les articles homonymes, voir Bykov.
Gueorgui Vladimirovitch Bykov (en russe : Георгий Владимирович Быков), né le 5 juin 1914 à Rakhny (Vinnytsia) et mort le 22 janvier 1982 à Moscou, est un historien des sciences soviétique, spécialiste dans l'histoire de la chimie organique.

## Biographie
Entre 1935 et 1940, Bykov effectue ses études à la Faculté de chimie de l'Université d'État de Moscou là où, anecdotiquement, devient champion universitaire d'échecs. 
Pendant la Seconde guerre mondiale, il est ingénieur militaire et professeur de génie chimique à l'école de Yaroslav ainsi que professeur d'école d'aviation. À son retour à l'université, il rencontre Nikolaï Figourovski, chef du laboratoire d'analyse des systèmes dispersés et du laboratoire d'histoire de la chimie.
L’axe central des travaux de Bykov portent sur l'histoire des théories des structures de composés organiques. Il a aussi écrit des biographies de chimistes russes. En 1960, il publie la monographie L'histoire de la théorie classique de la structure chimique, là où il a essayé d'identifier la logique historique du développement du concept de structure chimique. Dans cette direction ira aussi la collection Un siècle de théorie de la structure chimique, publiée en 1961.
Membre correspondant de l'Académie internationale d'histoire des sciences.